# Estramustin
Estramustin (Handelsnamen: Estracyt u. a., Hersteller: Pharmacia u. a.) ist ein Zytostatikum, in dem strukturell kombiniert ein Alkylanz (Alkylantien, N-Lost-Derivat) und Östrogen (Estradiol) vorliegt (dualer Wirkmechanismus).

## Pharmakologie

### Anwendung
Verwendung findet es bei der sekundären Behandlung des fortgeschrittenen Prostatakrebses.

### Nebenwirkungen
Wie bei anderen Zytostatika auch leiten sich die Nebenwirkungen vor allem von den hemmenden Auswirkungen auf sich schnell teilende Körperzellen ab:
- Gastrointestinale Störungen
- Ödeme
- Herzinsuffizienz
- Thromboembolien
- Libido- und Potenzverlust
- Blutbildveränderungen
- Leberschädigung

## Handelsnamen
Monopräparate

Cellmustin (D), EstraCept (D), Estracyt (D, A, CH), Medactin (D), Multosin (D) sowie ein Generikum (D)